# Dianthus giganteus
Dianthus giganteus este o specie de garofiță originară din România, din peninsula Balcanică și, posibil, din zonele învecinate. O planta perena cu flori care ajung la 1 m, este utilă în aplicații de grădinărit și amenajare a teritoriului unde este nevoie de un fundal de plante mai înalte. Royal Horticultural Society considerând că este o plantă bună pentru a atrage polenizatorii.

## Subspecii
Au fost propuse o serie de subspecii presupuse:
- Dianthus giganteus subsp. banaticus (Heuff.) Tutin
- Dianthus giganteus subsp. croaticus (Borbás) Tutin
- Dianthus giganteus subsp. giganteus d'Urv. [4]
- Dianthus giganteus subsp. haynaldianus (Borbás) Tutin
- Dianthus giganteus subsp. italicus Tutin [5]
- Dianthus giganteus subsp. subgiganteus (Borbás ex Formánek) Hayek
- Dianthus giganteus subsp. vandasii (Velen.) Stoj. & Acht.

## Dianthus giganteussubsp.banaticus
Dianthus giganteus ssp. banaticus, sau garofița bănățeană, este o plantă perenă, de 25-60 cm înălțime, cu lamina petalelor sanguinee sau purpurie, înflorește în lunile VIVII. Se întâlnește în pajiști, pe grohotișuri și pe stâncării, pe sol scheletic calcaros, în județele Caraș-Severin și Mehedinți. Uneori, această specie seamnă atât de bine cu Dianthus giganteus subsp. giganteus, încât cu greu se poate deosebi, mai ales când mărimea caliciului este aceeași și culoarea este roșietică și nu verde, ca de obicei. În acest caz, deosebirea dintre cele două specii se poate face pe baza scvamelor calicine interne, astfel: la banaticus scvamele interne sunt aristate, pe când la giganteus sunt mai acute sau acuminate. De asemenea, numărul mai mic de flori, petalele de două ori mai mari și suprafața lor acoperită cu peri la banaticus, este o altă serie de deosebiri între cele două speci, respectiv subspecii. Aceasta a fost descrisă pentru prima dată de János Heuffel în „Enumeratio Plantarum in Banatu Temesiensi sponte crescentium et frequentius cultarum” (1858), astfel: capitul cu multe flori dense, scvame involucrale cu margine ondulată, caliciu de 1,5 cm lungime, lamina petalelor sanguinee sau purpurie, tulpina patrunghiulară, în partea inferioară scabră. De asemenea, Heuffel nu a încadrat taxonul la specia D. giganteus, ci la D. carthusianorum.